# Umjetnički paviljon
Umjetnički paviljon u Zagrebu je javna kulturno-umjetnička ustanova i izložbeni prostor na Trgu kralja Tomislava u Zagrebu. U urbanističkom sklopu trgova, od Zrinjevca do Tomislavova trga, zgrada Paviljona zauzimala je čelni položaj na ulazu u grad. Po arhitektonskoj kompoziciji s dominantnom kupolom i po svojoj namjeni u Hrvatskoj predstavlja jedinstveni objekt te je zaštićen kao spomenik prve vrste.
Kao arhitekte zdanja navode se Ferdinand Fellner i Hermann Helmer. Umjetnički paviljon jedan je od prvih montažnih objekata u Europi, i kao takvog su ga projektirala dvojica mađarskih arhitekata, Floris Korb i Kálmán Giergl, dok su Fellner i Helmer samo napravili neke manje preinake.
Danas se u njemu organiziraju različite izložbe, ponajviše hrvatskih slikara, kipara, arhitekata, fotografa, dizajnera itd. 

## Povijest paviljona

### Milenijska izložba u Budimpešti
Povijest izgradnje Umjetničkog paviljona počinje banskim pozivom 3. prosinca 1895. godine Društvu umjetnosti da sudjeluje na izložbi u Budimpešti. Godine 1896. raspisan je javni natječaj za izgradnju paviljona za umjetnine i historičke spomenike; za šumarstvo i lovstvo; za industriju i gospodarstvo te
za hrvatsku kušaonu, odnosno za kušanje vina, piva i šljivovice. Stiglo je pet
ponuda; odabrani su Bolléov nacrt za paviljon šumarstva, za gospodarstvo Vjekoslava Heinzela,  za kušaonu Hönigsberga i Deutscha, za umjetnine Korba i Giergla (Bollé je poslao nacrt i za ovaj posljednji, ali je prednost ipak dana mađarskim arhitektima). 
U
svojoj autobiografiji slikar Vlaho Bukovac – kojemu se pripisuje zasluga što je Zagreb dobio Umjetnički paviljon – piše kako je, deset mjeseci prije održavanja izložbe u Budimpešti uspio uvjeriti hrvatske umjetnike i političare, da službeno zatraže vladu u Pešti, da se za potrebe izložbe sagradi poseban izložbeni montažni paviljon (željeznog kostura) koji će se poslije izložbe prenijeti u Zagreb. Njegova se želja ispunila. Još za trajanja Milenijske izložbe, u ljeto 1896. godine ban Khuen–Héderváry priopćuje svoju odluku da paviljon za umjetnine pokloni gradu pod uvjetom da se taj paviljon postavi iza kemijskog laboratorija na Trgu Franje Josipa¨.
Graditelji našeg umjetničkog paviljona Floris Korb i Kálmán Giergl znali su odabrati formu koja odgovara namjeni. Prema njihovoj koncepciji peštanska tvornica Danubius za gradnju brodova i strojeva izradila je željezni skelet, jer je već bilo odlučeno da će se prenijeti u Zagreb. Kostur je skriven zidanom ljuskom i vidljiv samo na ostakljenoj kupoli visokoj 31m. Upravo se kupola paviljona isticala nad mnoštvom ukrasnih, pa i viših kupola i tornjeva mađarskih paviljona, jer je stilom moderna i funkcionira kao izvor svjetla, kao i nadsvjetla u krilima. Forma Paviljona jedna je od varijetetnih oblika muzejsko-galerijskog izložbenog prostora, prilagodljiv tip različitom dobu i stilu, a čini ju jednostavan simetričan tlocrt sa središnjim dijelom kojeg spajaju krila. Vanjska je dekoracija u klasicističkoj jugendstilizaciji, figuralna je plastika na parapetima stubišta i na ugaonim pilastrima krila. Planirani neobarokni dekorativni okviri u unutrašnjosti, između središnje dvorane i krila, nisu bili izvedeni; općenito je sva arhitektonska dekoracija bila vrlo skromna, dok je uobičajeni izgled izložbenog salona postignut zelenilom i zavjesama. No, važna je forma, a ne dekoracija, koja je očito i zamišljena kao privremena, a nadasve četverostrana kupola s lanternom, gotovo preteška za tu zgradu bez pravog podnožja i temelja, jer je ležala samo na drvenim pilotima. Kupola će svoj pravi dominantni karakter pokazati tek u Zagrebu.
Umjetnički paviljon bio je na izložbi u Budimpešti, u Gradskoj šumici, postavljen na vrlo dobro mjesto blizu jezera na putu kojim će proći svi posjetitelji u razgledavanju historijskih spomenika, a njegova je forma izvrsno ispunila namjenu. Izlošci su bili raspoređeni u dvije skupine: slikarstvo, kiparstvo i fotografija te građevna struka i arhitektura.

### Zagrebački paviljon
Zagreb je nestrpljivo očekivao Paviljon i pridavao veliku važnost njegovoj ljepoti, reprezentativnosti i namjeni, odnosno prostoru za umjetničke izložbe kakvog tada nije bilo, a potrebe za njim rasle su sa sve življim djelovanjem zagrebačkih slikara, posebno nakon dolaska Vlahe Bukovca u Zagreb 1894. godine.
Kada je nakon milenijske izložbe montažna čelična konstrukcija prenesena u Zagreb, valjalo je napraviti arhitektonske nacrte i do kraja osmisliti sadržaj zgrade koja će ubuduće služiti umjetnicima. Stoga je raspisan javni natječaj i na njemu je prihvaćeno rješenje koje su ponudili bečki arhitekti Ferdinand Fellner i Hermann Helmer, već proslavljeni kao projektanti novog neobaroknog Hrvatskog narodnog kazališta otvorenog 1895. godine. Gradnju je prema nacrtima Fellnera i Helmera izveo arhitekt Bergman pod budnim okom gradskog građevinskog savjetnika Lenucija, a graditeljske radove izvode tada dvorski graditelji Hönigsberg i Deutsch.
Projekt Fellnera i Helmera ne razlikuje se mnogo od projekta peštanskih arhitekata Korba i Giergla. Štoviše, bečki arhitekti nastoje što vjernije održati izvorni oblik paviljona, a novosti sebi dopuštaju tek u detaljima dekora kojim iskazuju kako prate modu: on ima naglašenija obilježja secesije. No, iako nisu dirali u osnovnu formu i prostorni raspored koje je odredio željezni skelet, u njihovoj obradi Paviljon više ne ispunjava prvotnu izložbenu funkciju, nego prije svega arhitektonsku reprezentaciju. Naime, postavljen u osi zelenih trgova, na odlično mjesto istočnog perivoja Zelene potkove, paviljon je postao spomenik, reprezentativni urbani i kulturni objekt, i jedna klasična veduta Zagreba.
Prvobitno zamišljena kavansko-izložbena funkcija prizemnog dijela Paviljona ostvarivala se tijekom prve polovice stoljeća manje-više besprijekorno, no poslije Drugog svjetskog rata ugostiteljski objekt je zatvoren, a prizemni je dio Paviljona od tada služio povremenim izložbama i odlaganju likovnih djela.  

## Dekor (ikonografski program i arhitektonska dekoracija)

### Eksterijer
Ikonografski program treba upozoriti na funkciju zgrade, a kreacije domaćih umjetnika utvrditi njen kulturni i urbani identitet.
U nišama ispod zabata istočnog krila postavljene su biste trojice slikara slavenskog podrijetla: Medulića, Klovića i Carpaccia, a ispod zabata zapadnog pročelja biste trojice najvećih slikara renesanse: Michelangela, Raffaela i Tiziana. Ta dva pročelja (s pripadajućim kompozicijama u zabatima), dvije karijatide na ulazu, i sav ostali skulpturalni dekor imaju obilježja akademizma. Jedino alegorijski likovi Slikarstva i Kiparstva na parapetu stubišta, naručeni od Rudolfa Valdeca nakon što je Paviljon već bio podignut, pripadaju novom stilu – secesiji.

### Interijer
Dekorativni repertoar u unutrašnjosti zgusnut je u vestibulu i dvorani pod kupolom u repeticiji motiva od renesanse do baroka. Dvorana pod kupolom namijenjena je reprezentaciji i koncertima; njena visoka kupola bogato je ukrašena slikama na staklu. Pilasatri i stupovi s pozlaćenim kapitelima, kartuše, vaze, barokne školjke u nišama za skulpture, ženske pune figure i u visokom reljefu kao alegorije umjetnosti i povijesti Zagreba, grbovi zemaljski, gradski i cehovski; ostakljena luneta iznad vrata s oslikanim renesansnim festonima; ornamentirani vitraji u južnoj dvorani s cvjetnim slikarijama na stropu; u krilima vijenac s girlandama na renesansnom zrcalnom stropu te zidovi u pompejansko crvenoj – sva je ta oplata u sadri, štuko-mramoru, mramorizaciji uljenom tehnikom, u bojama smeđe crvenkastoj i blijedo zelenoj. Ta prividnost bogatstva ne smeta Paviljonu da bude dokument svog vremena. Dekoracija prostora zajedno s mnoštvom slika, kipova, draperije, lončanica, tapeciranih sjedala u danima izložaba čini pravi Gesamtkunstwerk tako karakterističan za kasno 19. stoljeće.

## Otvorenje
Prvom izložbom zagrebačke mlade secesije – grupe koja se na čelu s Bukovcem izdvojila iz Društva umjetnosti i nazvala Društvom hrvatskih umjetnika – svečano je 15. prosinca 1898. godine otvoren Umjetnički paviljon. Sasvim u duhu belle époque, izložba se zove Hrvatski salon. Od tog vremena, Umjetnički paviljon je mjesto gdje se uvijek održavaju izložbe Zagrebačkog salona, i svih većih izložbi u Zagrebu sve do kraja 1930-ih, kad je Zagreb počeo dobivati i druge izložbene prostore, prvo Hrvatski dom likovnih umjetnika, te kasnije nakon Drugog svjetskog rata i druge izložbene prostore Galerija suvremene umjetnosti, Galerija Klovićevi dvori. I pored značajne konkurencije Umjetnički paviljon ima i danas status posebnog mjesta za velike retrospektivne izložbe istaknutih umjetnika, koji su to svojim radom zaslužili i velikih revijalnih izložbi. 

## Vanjske poveznice
- Službene stranice galerije